# Base Aérea N.º 9
A Base Aérea N.º 9 foi uma base aérea da Força Aérea Portuguesa (FAP), localizada em Luanda, na então província ultramarina portuguesa de Angola. Nesta base estiveram estacionadas muitas esquadras e antigas aeronaves da FAP: PV 2, Noratlas, Broussard, Do 27, T-6, os F-84G da Esquadra 93, entre outras.
Foi nesta base que chegou pela primeira vez, no dia 16 de Março de 1961, a primeira companhia de paraquedistas.